# 1 500 mètres féminin aux Jeux olympiques d'été de 2020 (athlétisme)
Pour des articles plus généraux, voir Athlétisme aux Jeux olympiques d'été de 2020 et 1 500 mètres aux Jeux olympiques.
Navigation
Rio 2016 Paris 2024
L'épreuve du 1 500 mètres féminin aux Jeux olympiques de 2020 se déroule les 2, 4 et 6 août 2021 au Stade olympique national de Tokyo, au Japon.

## Records
Avant cette compétition, les records dans cette discipline étaient les suivants : 
| Record du monde  | Genzebe Dibaba (ETH) | 3 min 50 s 07 | Monaco | 17 juillet 2015   |
| Record olympique | Paula Ivan (ROU)     | 3 min 53 s 96 | Séoul  | 26 septembre 1988 |

## Résultats

### Finale
| Rang               | Athlète                   | Pays            | Temps         | Notes |
| ------------------ | ------------------------- | --------------- | ------------- | ----- |
| Médaille d'or      | Faith Kipyegon            | Kenya           | 3 min 53 s 11 | OR    |
| Médaille d'argent  | Laura Muir                | Grande-Bretagne | 3 min 54 s 50 | NR    |
| Médaille de bronze | Sifan Hassan              | Pays-Bas        | 3 min 55 s 86 |       |
| 4                  | Freweyni Hailu            | Éthiopie        | 3 min 57 s 60 |       |
| 5                  | Gabriela Debues-Stafford  | Canada          | 3 min 58 s 93 |       |
| 6                  | Linden Hall               | Australie       | 3 min 59 s 01 | PB    |
| 7                  | Winnie Nanyondo           | Ouganda         | 3 min 59 s 80 | SB    |
| 8                  | Nozomi Tanaka             | Japon           | 3 min 59 s 95 |       |
| 9                  | Marta Pérez               | Espagne         | 4 min 00 s 12 | PB    |
| 10                 | Elinor Purrier St. Pierre | États-Unis      | 4 min 01 s 75 |       |
| 11                 | Jessica Hull              | Australie       | 4 min 02 s 63 |       |
| 12                 | Cory McGee                | États-Unis      | 4 min 05 s 50 |       |
| 13                 | Kristiina Mäki            | Tchéquie        | 4 min 11 s 76 |       |

### Demi-finales
Les 5 premières de chaque série (Q) et les 2 meilleurs temps (q) se qualifient pour la finale.

#### Demi-finale 1
| Rang | Athlète                   | Pays            | Temps   | Notes |
| ---- | ------------------------- | --------------- | ------- | ----- |
| 1    | Faith Kipyegon            | Kenya           | 3:56.80 | Q     |
| 2    | Freweyni Hailu            | Éthiopie        | 3:57.54 | Q     |
| 3    | Gabriela Debues-Stafford  | Canada          | 3:58.28 | Q, SB |
| 4    | Jessica Hull              | Australie       | 3:58.81 | Q, AR |
| 5    | Nozomi Tanaka             | Japon           | 3:59.19 | Q, NR |
| 6    | Elinor Purrier St. Pierre | États-Unis      | 4:01.00 | q     |
| 7    | Kristiina Mäki            | Tchéquie        | 4:01.23 | q, NR |
| 8    | Gaia Sabbatini            | Italie          | 4:02.25 | PB    |
| 9    | Katie Snowden             | Grande-Bretagne | 4:02.93 |       |
| 10   | Martyna Galant            | Pologne         | 4:06.01 |       |
| 11   | Cory McGee                | États-Unis      | 4:10.39 |       |
| 12   | Caterina Granz            | Allemagne       | 4:10.93 |       |
| 13   | Winny Chebet              | Kenya           | 4:11.62 |       |

#### Demi-finale 2
| Rang | Athlète             | Pays            | Temps   | Notes |
| ---- | ------------------- | --------------- | ------- | ----- |
| 1    | Sifan Hassan        | Pays-Bas        | 4:00.23 | Q     |
| 2    | Laura Muir          | Grande-Bretagne | 4:00.73 | Q     |
| 3    | Linden Hall         | Australie       | 4:01.37 | Q     |
| 4    | Winnie Nanyondo     | Ouganda         | 4:01.64 | Q     |
| 5    | Marta Pérez         | Espagne         | 4:01.69 | Q, PB |
| 6    | Lucia Stafford      | Canada          | 4:02.12 | PB    |
| 7    | Sara Kuivisto       | Finlande        | 4:02.35 | NR    |
| 8    | Diana Mezulianikova | Tchéquie        | 4:03.70 | PB    |
| 9    | Lemlem Hailu        | Éthiopie        | 4:03.76 |       |
| 10   | Marta Pen           | Portugal        | 4:04.15 | SB    |
| 11   | Elise Vanderelst    | Belgique        | 4:04.86 |       |
| 12   | Heather MacLean     | États-Unis      | 4:05.33 |       |
| 13   | Edinah Jebitok      | Kenya           | 4:05.56 |       |

### Séries
Les 6 premières de chaque série (Q) et les 6 meilleurs temps (q) se qualifient pour les demi-finales.

#### Série 1
| Rang | Athlète                  | Pays            | Temps   | Notes |
| ---- | ------------------------ | --------------- | ------- | ----- |
| 1    | Gabriela Debues-Stafford | Canada          | 4:03.70 |       |
| 2    | Laura Muir               | Grande-Bretagne | 4:03.89 | Q     |
| 3    | Winny Chebet             | Kenya           | 4:03.93 | Q     |
| 4    | Sara Kuivisto            | Finlande        | 4:04.10 | Q, NR |
| 5    | Freweyni Hailu           | Éthiopie        | 4:04.12 | Q     |
| 6    | Kristiina Mäki           | Tchéquie        | 4:04.55 | Q, PB |
| 7    | Marta Pérez              | Espagne         | 4:04.76 | q, PB |
| 8    | Cory McGee               | États-Unis      | 4:05.15 | q     |
| 9    | Elise Vanderelst         | Belgique        | 4:05.63 | q     |
| 10   | Ciara Mageean            | Irlande         | 4:07.29 |       |
| 11   | Federica Del Buono       | Italie          | 4:07.70 | SB    |
| 12   | Laura Galvan             | Mexique         | 4:08.15 |       |
| 13   | Salomé Afonso            | Portugal        | 4:10.80 |       |
| 14   | Georgia Griffith         | Australie       | 4:14.43 | SB    |
| 15   | Hanna Klein              | Allemagne       | 4:14.83 |       |

#### Série 2
| Rang | Athlète                   | Pays                          | Temps          | Notes |
| ---- | ------------------------- | ----------------------------- | -------------- | ----- |
| 1    | Sifan Hassan              | Pays-Bas                      | 4:05.17        | Q     |
| 2    | Jessica Hull              | Australie                     | 4:05.28        | Q     |
| 3    | Elinor Purrier St. Pierre | États-Unis                    | 4:05.34        | Q     |
| 4    | Gaia Sabbatini            | Italie                        | 4:05.41        | Q     |
| 5    | Lemlem Hailu              | Éthiopie                      | 4:05.49 (.485) | Q     |
| 6    | Diana Mezulianikova       | Tchéquie                      | 4:05.49 (.490) | Q, PB |
| 7    | Revee Walcott-Nolan       | Grande-Bretagne               | 4:06.23        | PB    |
| 8    | Esther Guerrero           | Espagne                       | 4:07.08        |       |
| 9    | Ran Urabe                 | Japon                         | 4:07.90        | PB    |
| 10   | Natalia Hawthorn          | Canada                        | 4:08.04        |       |
| 11   | Claudia Bobocea           | Roumanie                      | 4:09.19        |       |
| 12   | Edinah Jebitok            | Kenya                         | 4:10.72        |       |
| 13   | Aisha Praught-Leer        | Jamaïque                      | 4:15.31        |       |
| 14   | Anjelina Lohalith         | Équipe olympique des réfugiés | 4:31.65        | PB    |
| 15   | María Pía Fernández       | Uruguay                       | 4:59.36        |       |

#### Série 3
| Rang | Athlète            | Pays            | Temps   | Notes |
| ---- | ------------------ | --------------- | ------- | ----- |
| 1    | Faith Kipyegon     | Kenya           | 4:01.40 | Q     |
| 2    | Winnie Nanyondo    | Ouganda         | 4:02.24 | Q     |
| 3    | Linden Hall        | Australie       | 4:02.27 | Q     |
| 4    | Nozomi Tanaka      | Japon           | 4:02.33 | Q, NR |
| 5    | Heather MacLean    | États-Unis      | 4:02.40 | Q     |
| 6    | Katie Snowden      | Grande-Bretagne | 4:02.77 | Q, PB |
| 7    | Lucia Stafford     | Canada          | 4:03.52 | q, PB |
| 8    | Martyna Galant     | Pologne         | 4:05.03 | q, PB |
| 9    | Caterina Granz     | Allemagne       | 4:06.22 | q, SB |
| 10   | Marta Pen          | Portugal        | 4:07.33 |       |
| 11   | Sarah Healy        | Irlande         | 4:09.78 |       |
| 12   | Diribe Welteji     | Éthiopie        | 4:10.25 |       |
| 13   | Simona Vrzalová    | Tchéquie        | 4:19.46 |       |
| —    | Souhra Ali Mohamed | Djibouti        | DNF     |       |
| —    | Rababe Arafi       | Maroc           | DNF     |       |

## Légende
Records et Performances
- AR : Record continental (area record)
- CR : Record des championnats (championship record)
- MR : Record du meeting (meet record)
- NR : Record national (national record)
- OR : Record olympique (olympic record)
- PR : Record paralympique (paralympic record)
- PB : Record personnel (personal best)
- SB : Meilleure performance personnelle de la saison (season's best)
- WL : Meilleure performance mondiale de l'année (world leader)
- WJR : Record du monde junior (world junior record)
- WR : Record du monde (world record)

Circonstances et Conditions
- DNF : N'a pas terminé (did not finish)
- DNS : N'a pas pris le départ (did not start)
- DQ : Disqualification (disqualification)
- NM : Aucun essai valable enregistré (No Mark)
- Q : Qualifié « directement » au prochain tour (ou à la prochaine compétition), lors d'une compétition majeure, grâce au classement ou à la réalisation des minima (automatic qualifier)
- q : Qualifié au prochain tour (ou à la prochaine compétition), lors d'une compétition majeure, grâce au repêchage ou à la réalisation de l'une des meilleures performances parmi celles des « non qualifiés directement » (grâce au meilleur temps ou à la meilleure distance par exemple) (secondary qualifier)